# Soli, lune e stelle
Soli, lune e stelle è un racconto che appartiene alla leggende aborigene.

## Trama
La leggenda narra di una terra misteriosa e meravigliosa formata da valli e colline alberate. Quella terra è popolata da lune, grandi e sferiche che si spostano sull'erba rotolando e di notte si innalzano e passeggiano nel cielo. Le lune però non si muovono in gruppo, ma sono solitarie e non sanno che vanno incontro ad un gigante che vive fuori dalla valle, che le afferra ed ogni notte, con il suo coltello, ne taglia una fetta finché non rimane più nulla tranne un numero grande di schegge, che il gigante getta nel cielo trasformandole in stelle. Questi frammenti di luna durante il giorno si nascondono, intimorite dal sole, mentre di notte escono fuori per giocare.